# Kitty Coleman Beach Provincial Park
Der Kitty Coleman Beach Provincial Park ist ein nur 10 Hektar großer Provincial Park in der kanadischen Provinz British Columbia. Er liegt 8 Kilometer nördlich von Courtenay und befindet sich etwas abseits des Highway 19 (Island Highway). Der Park liegt im Comox Valley Regional District.

## Anlage
Der extrem kleine und sehr einfach ausgestattete Park liegt an der Straße von Georgia an der Ostküste von Vancouver Island, südlich der Mündung des Oyster River.
Bei dem Park handelt es sich um ein Schutzgebiet der Kategorie II (Nationalpark).
Da es sich bei dem Park um einen der Kategorie Class C handelt, wird er abweichend von den anderen Provincial Parks in British Columbia nicht von der Parkverwaltung BC Parks verwaltet, sondern von einem lokalen Betreiber betreut.

## Geschichte
Der Park wurde im Jahr 1944 eingerichtet und erhielt seinen Namen nach Kitty Coleman. Sie war eine Angehörige einer lokalen First Nation und verließ Anfang des 20. Jahrhunderts ihren Stamm, um einen weißen Mann zu heiraten. Nach dessen später erfolgter Inhaftierung lebte sie allein an diesem Strand.

## Flora und Fauna
Im südlichen Parkbereich findet sich eine sehr alte und große Douglasie. Weiterhin wachsen im Park wilde Zwiebeln.

## Aktivitäten
Der Park bietet Zugang zum Strand und einen Picknickbereich. Darüber hinaus gibt es 65 Zeltplätze sowie eine sehr einfache Sanitäranlage. Weiterhin bietet der Park eine Sliprampe für Wassersportler.